# گروه بی‌ال‌آرتی

لوگو گروه بی‌ال‌آرتی

گروه بی‌ال‌آرتی (به استونیایی: BLRT Grupp) یک شرکت کشتی‌سازی در شهر تالین، استونی است.
این شرکت که از بزرگترین کارخانه‌های استونی است دارای ۶۵ شرکت تابعه در لتونی، لیتوانی، روسیه، اوکراین، فنلاند و نروژ هم می‌باشد.
حجم معاملات گروه بی‌ال‌آرتی نزدیک به ۳.۵ میلیارد یورو در سال ۲۰۰۶ بوده است، این شرکت دارای ۳۶۰۰ کارمند میباشد که ۲۰۰۰ نفر آنها در استونی مشغول به کار هستند.